# Two Stars in the Milky Way
Two Stars in the Milky Way (xinès simplificat: 银汉双星; xinès tradicional: 銀漢雙星; pinyin: Yínhàn Shuāngxīng), també traduïda a l'anglès com "Two Stars on the Silver Screen" i "An Actor and an Actress". Pel·lícula xinesa de 1931, muda amb  banda sonora i intertítols en xinès i anglès. Dirigida per Shi Dongshan, on destaca el debut de les actrius LI Lili i de Wang Renmei que va començar la seva carrera al cinema, com a ballarina, en aquesta pel·lícula.

## Estil i realització
Es va produir entre maig i setembre de 1931 al Shanghai Studio Two2 de Lianhua. Una de les primeres pel·lícules sonores de Lianhua (utilitzant tecnologia Pathé Records (so en discs independents sincronitzats amb el film en el moment de la projecció). Lianhua s'ha  identificat per la seva línia decididament esquerrana, i den aquest sentit el film es pot considerar un manifest de les orientacions sociopolítiques de l'estudi i dels seus directors, entre ells Shi Dongshan. Es tracta d'una pel·lícula amb valor documental sobre Shanghai a principis dels anys trenta del segle xx i la seva vida cultural i artística, que reflecteix l'avantguarda europea contemporània en els seus aspectes més brillants, amb la presència a Shanghai d'una classe social burgesa-urbana (小市民 - xiaoshimin-) i que alhora amaga en el seu interior una pervivència dels pitjors aspectes de la societat tradicional que d'alguna forma pretén denunciar.
Els sumptuosos decorats de Fang Peilin barregen disseny art déco i motius orientals, evocant tant els musicals nord-americans com els refinats cabarets de luxe de Shanghai adreçats a la classe mitjana-alta urbana xinesa. El film segueix el cànon del gènere de la comèdia musical, molt popular entre el públic de Shanghai. Per una altra banda la descripció del cinema dins el cinema amb el protagonisme de la companyia que va a filmar la pel·lícula. Inclou descripcions que presenten a la Yinhan Company com una empresa moderna, organitzada, gestionada i equipada segons el model occidental. Les oficines, les sales de reunions i els camerinos d'actors estan decorats amb refinament; els productors i directors van vestits amb esmòquing i fumant cigars. La fotografia dels estudis, i el plató amb les seves càmeres i projectors, subratllen la modernitat tècnica de l'empresa. El món del cinema està íntimament relacionat amb les tecnologies de comunicació més innovadores, com la radio o el telèfon. Però paral·lelament a aquestes imatges de la modernitat de la indústria cinematogràfica, assistim a una demostració del rigor moral que habita aquest món. La realització cinematogràfica es descriu com un procés col·lectiu, una missió conjunta on tothom té un paper assignat, mentre que el personatge del director , es presenta com el líder benèvol d'un equip.

## Argument
El guió de Zhu Shilin,està  basat en la novel·la del mateix títol de l'escriptor  Zhang Henshui, un dels representants del gènere literari conegut com l'Escola dels ànecs mandrins i de les papallones. Manté els elements d'una història classica, però introdueix elements contemporanis que el converteixen en un document únic i fascinant del Shanghai de l'època, de la vida en els cercles de l'elit artística i intel·lectual, i en particular de l'entorn cinematogràfic.
La història gira al voltant d'un estudi de cinema que s'assembla molt a Lianhua. Al principi, un cineasta roda una pel·lícula, i  necessita una cantant.
Li Yueying és una cantant talentosa que viu una vida solitària amb el seu pare Li Xudong als afores de Shanghai. El seu pare, en un temps músic i compositor als Mars del Sud, va formar la seva filla en el cant. Un dia de primavera, un equip de filmació de la Galaxy Motion Picture Company arriba a la zona per rodar exteriors per a una pel·lícula.
El director de la pel·lícula escolta Yueying cantant i, impressionat per la seva bellesa i talent, la convida a fer una audició davant els executius de l'estudi per escollir la protagonista de la propera primera pel·lícula sonora de l'estudi. Actua amb la companyia musical de l'estudi i impressiona tant a tothom que és convidada a interpretar el paper principal en un drama històric  ambientat a la dinastia Tang.
La primera vegada que Yueying va davant la càmera, se sent atreta per Yang Yiyun, l'actor que interpreta el protagonista masculí. Els dos passen de ser parella a la pantalla a enamorar-s'hi. Tots els implicats amb la parella: el seu pare, els seus amics i companys de feina, etc., aproven la relació, pensant que és una parella ideal. Els executius de l'estudi estan especialment contents amb el maridatge, veient-hi una possible explotació publicitària.
Tanmateix, la situació comença a canviar, a mesura que Yiyun comença a mostrar una infelicitat creixent, un canvi que Yueying interpreta com a insatisfacció amb la seva relació. Per una altra banda pràcticament tothom desconeix que ja té una dona d'un matrimoni tradicional concertat pels seus pares, i el seu dolor és difícil de dissipar; comença a evitar Yueying quan la veu cada dia, cosa que li fa mal, ja que ella no ho entén. Per fi, amargament decebuda i desanimada per la seva aparent indiferència cap a ella, afirma que s'ha de retirar de la pantalla a causa d'una malaltia, i ella i el seu pare tornen a casa. Anys més tard un Yiyun vell viatja a la casa rural dels Yueying. Ell mira a la porta, però no s'atreveix a entrar, mentre ella canta una cançó lamentable al costat de la balancí buit del seu pare.

## So i Música
La música de la pel·lícula, tal com la coneixem, es un aspecte important del film, incorpora una partitura moderna, influenciada directament per la música occidental, que dóna a tota la pel·lícula el seu ritme sostingut i reforça la impressió del modernisme que també es desprèn del decorats i la posada en escena. Constitueix l'element estructurant que dóna la seva perfecta coherència al conjunt, en particular permetent que les seqüències de ball s'integrin a la perfecció, elles mateixes en un estil increïblement modern.  Entre els "assessors musicals" destaca la figura del compositor  i lletrista ,Li Jinhui (黎锦晖) una figura polèmica però molt famosa de l'època.

## Repartiment
En el repartiment destaca la presència de l'actor JinYan, sobrenomenat com el Rodolfo Valentino xinès,  també conegut pel seu nom en anglès, Raymond King, i de l'actriu Zi Luolan també coneguda com Violet Wong, considerada "la reina de la canço del Sud", caracteritzada pel seu to suau i melòdic. En papers secundaris es van incorporar futures estrelles com les actrius Wang Renmei i Li Lili i altres cineastes més coneguts del moment com les actrius  Tang Tianxiu i Zhou Wenzhu, l'actor Sun Yu, i el director Cai Chusheng. Per la part musical i de dansa es va comptar amb el grup de cant i ball recent adquirit per Lianhua, 'U.P.S. Follies’.3".
| Actor/Actriu            | Paper                           |
| ----------------------- | ------------------------------- |
| Zi Luolan (Violet Wong) | Li Yueying                      |
| Jin Yan                 | Yang Yiyun                      |
| Gao Zhafei              | Gao Qi, el director             |
| Ye Juanjuan             | Chun Ping                       |
| Zong Weigeng            | Li Xudong el pare de Li Yueying |
| Chen Yanyan             | Actriu                          |
| Liu Jiqun               | Ajudant de direcció             |
| Wang Cilong             | Cap d'estudi                    |
| Zhou Ke                 | Director de fotografia          |